# Diopatra bilobata
Diopatra bilobata är en ringmaskart som beskrevs av Imajima 1967. Diopatra bilobata ingår i släktet Diopatra och familjen Onuphidae. Inga underarter finns listade i Catalogue of Life.